# 蓝光发展
四川蓝光发展股份有限公司（上交所除牌前：600466，简称：*ST蓝光）是中华人民共和国的一家房地产开发商，总部位于四川省成都市。其历史可以追溯至1989年由杨铿创办的“兰光汽车零配件厂”，1992年进入房地产业，2015年通过借壳迪康药业的形式，在上海证券交易所上市。
2020年，蓝光发展爆发经营危机，该公司开始出售资产以应对危机，但未能解决债务问题。2023年6月6日，蓝光发展因股价连续多日低于1元人民币而被上交所摘牌，成为中国大陆A股市场首家被强制退市的房地产企业。

## 历史

### 初创阶段
蓝光集团的创始人为杨铿，此前在成都工程机械集团工作。1989年辞职下海，创立“兰光汽车零配件厂”。1992年9月，恰逢中国大陆房地产业起步，杨铿创办了成都兰光房屋开发公司，翌年其位于春熙路的首个项目“蓝光大厦”开工。1994年，时任国务院副总理、外交部长钱其琛到成都视察期间为“蓝光大厦”题字，此后公司更名为蓝光。1995年，蓝光大厦竣工。

### 聚焦主业
2000年，随着“福利分房”政策的取消，中国大陆持续推进住房市场化改革，蓝光确立了“以房地产为主业，深耕商业地产，进军住宅产业，不断拓展产业布局，丰富产品形态”的战略。当年，蓝光推出了玉林生活广场和蓝色加勒比两大商业项目，其中玉林生活广场率先引入“半开放式下层广场”的商业地产理念，此后由赵雷演唱的歌曲《成都》中的歌词“走到玉林路的尽头”也提及到此。
2002年，四川省举行第一宗国有土地拍卖会，蓝光在拍卖会上拿下第1、2号土地，创下两宗“地王”的纪录；翌年在成都国土局出让的21宗土地中，蓝光独揽8宗。
2004年，蓝光集团旗下“金荷花”批发市场投用。同年底，首个住宅地产项目“御府花都”开盘。此后蓝光集团借成都旧城改造的机会先后开发多个项目，连续7年拿下成都楼市销量冠军，被誉为四川地产“一哥”。
2008年，蓝光集团以3.22亿元人民币的价格，从曾雁鸣控制的迪康集团手中取得迪康药业29.9%的股权，并成为新的实控人。

### 全国发展
2008年，蓝光集团开始走出成都，在全国发展、布局业务。当年蓝光在重庆启动了“十里蓝山”项目，开盘不久后即售罄。2010年，蓝光同时在成都和北京推出云鼎项目。
2015年4月16日，蓝光集团通过借壳迪康药业的形式，正式进入证券市场交易，简称也由“迪康药业”变更为“蓝光发展”。当年6月，该公司每股上涨至13.56元，一度达到最高值。此后蓝光迅速展开全国化布局，提出“生命蓝光”与“人居蓝光”的双轮驱动发展战略。蓝光发展自2015年起新增土储数量出现爆发增加，销售额也从2015年的百亿级发展到2019年的千亿级。2015年至2020年，蓝光发展单年拿地数分别为15宗、18宗、31宗、85宗、48宗、60宗，同期土地投资金额大幅上升。直至2020年8月“三道红线”新政出台，蓝光高溢价拿地行为被终止。另外蓝光文旅先后签约了包括都江堰、天津、昆明、济南、扬州、邯郸、新乡等多地项目，合计规划超过4000亩地，计划投资超过425亿元。但因经营不善，2019年，蓝光文旅被整合进入商业集团。
2019年9月，蓝光发展在上海设立总部，形成“上海+成都”双总部发展格局。同年10月，旗下物业服务板块蓝光嘉宝服务在港交所挂牌上市。此后在12月，华润置地前高级副总裁迟峰接替张巧龙，担任蓝光发展首席执行官，目的是协助蓝光加快在华东地区的扩张。蓝光发展此时开始在华东、华南拿地，并进入许多三四线城市。

### 经营危机
2020年10月，蓝光发展与中国平安旗下公司合作的广东佛山里水项目中，未能就一笔几十亿元债务的还款时间达成一致。而后项目负责人口头承诺可提前还款，但因管理和沟通问题，导致延期还款十几亿的还款金，引发平安方面不满，还上了平安内部黑名单。平安银行内部表示，未明确规定禁贷蓝光发展。但蓝光发展因信用受损，融资渠道逐渐收窄，陷入经营危机。
而在早前蓝光发展开始出售资产以应对危机。在2020年7月，蓝光发展宣布以9亿元的价格将迪康药业股权转让予汉商集团，同年9月完成交易。2021年2月，蓝光将所持蓝光嘉宝服务65.04%的股份，以49.64亿元转让予碧桂园服务；另外又向万科出售了5个项目。8月19日，蓝光嘉宝服务从港交所除牌。尽管出现资金问题，蓝光也在维持正常经营，并全力协调各方积极筹措资金解决问题。2021年上半年，蓝光发展全口径销售额476.5亿元。
2021年4月，有市场传闻蓝光有三笔信托已出现违约，当时有融创、万科洽谈投资蓝光；监管机构也向蓝光发出了问询函。4月26日，蓝光召开投资人电话会议，杨武正表示公司确实出了问题，但正在积极解决，强调“不会卖股权”。
2021年6月，杨铿辞去蓝光董事长职务，其职务由儿子杨武正接任。杨武正上任时时年26岁，打破了新城控股董事长王晓松的“最年轻房企董事长”纪录，次月兼任总裁职务。
2021年6月至7月，多家评级机构下调了蓝光信用评级。7月1日，蓝光前董事长杨铿在会议上承认，已经没有足够的流动性履行7月到期的债务。截至7月13日，蓝光累计到期未能偿还的债务本息已达45亿元。
截至2023年5月15日，蓝光发展累计到期未偿还债务本息合计425.56亿元。董事长杨武正也因此屡次被强制执行、限制高消费。

### 终止上市
2023年4月28日，蓝光发展发布公告，由于公司2022年度经审计的期末归属于上市公司股东的净资产为负值；会计师事务所对财务会计报表出具了无法表示意见的审计报告，蓝光发展于当日停牌一天，自5月4日开市起复牌并实施退市风险警示，简称由“蓝光发展”变更为“*ST蓝光”。5月9日，因公司股票已连续20个交易日的每日股票收盘价均低于1元，已触及交易类退市情形，该公司股票5月10日开市起停牌。上交所也为蓝光发展下发《监管工作函》和《关于拟终止蓝光发展股票上市的事先告知书》，对公司作出终止上市的决定。
2023年5月31日，蓝光发展发布公告称，该公司于6月6日终止上市暨摘牌，不进入退市整理期交易。终止上市后，将进入全国中小企业股份转让系统依托主板券商代办股份转让系统设立并代为管理的两网公司及退市公司板块挂牌转让。蓝光发展成为中国大陆A股市场首家被强制退市的房地产企业。

## 业务
蓝光发展以房地产开发运营为主要业务，住宅产品系列包括芙蓉系、雍锦系、黑钻系、林肯系和长岛系，其中“芙蓉系”获得“2018中国房地产精品项目品牌价值TOP10”第三名。截至2021年，蓝光发展在中国大陆80余座城市开发超过400个项目，业主超过100万。

## 外部連結
- 官方网站 （页面存档备份，存于）